# USD Lavagnese 1919
USD Lavagnese 1919 is een Italiaanse voetbalclub uit Lavagna die,in de Serie D/A speelt. De club werd opgericht in 1919. De officiële clubkleuren zijn zwart en wit.